# Thru Your Phone
Thru Your Phone è un brano musicale della rapper statunitense Cardi B, dodicesima traccia del primo album in studio Invasion of Privacy.

## Descrizione
Il testo parla di infedeltà per mezzo del cellulare: la protagonista trova infatti conversazioni esplicite sul cellulare del suo partner e contempla vendetta verso di lui. La canzone è stata considerata l'equivalente rap di Bust Your Windows di Jazmine Sullivan da Billboard, mentre un articolo di Rolling Stone l'ha definita la canzone più emozionante dell'album insieme ad I Do, oltre ad associarla ad una ballata doo-wop.

## Accoglienza
Neil Z. Yeung di AllMusic ha chiamato la traccia «rigida» e «riconoscibile». Per NME, Nick Levine ha lodato la capacità della rapper di scambiare la furia con la disperazione, definendola «elettrizzante» ed «emotiva».

## Classifiche
| Classifica (2018-22) | Posizione massima |
| -------------------- | ----------------- |
| Canada               | 80                |
| Lituania             | 1                 |
| Stati Uniti          | 50                |